# ERCC1
La proteína de reparación por escisión del grupo de complementación cruzada 1 también conocida como ERCC1